# Habrotrocha fusca
Habrotrocha fusca är en hjuldjursart som först beskrevs av David Bryce 1894.  Habrotrocha fusca ingår i släktet Habrotrocha och familjen Habrotrochidae. Arten är reproducerande i Sverige. Inga underarter finns listade i Catalogue of Life.